# 임성주
임성주(任聖周, 1711년 ~ 1788년)는 조선 후기의 학자이다. 자는 중사(仲思), 호는 녹문(鹿門), 청풍 출신. 이재(李縡)의 문인이다. 저서에 《녹문집(鹿門集)》이 있고 기일원론(氣一元論)을 주장했다.
그의 사상을 주기설이라 할 때 주기설이란 표현은 단순히 "모든 것을 이(理)와 기(氣)로 설명하되 이보다 기에 좀더 치중하여 설명한다"는 의미로 쓰여지는 것이 아니라 모든 것을 기만으로 설명한다는 의미로 사용되는 말로, 그의 철학설은 주기설이라기보다 유기설(唯氣說)이라 하는 것이 적절하다고 할 수 있다. 그에 의하면 이 우주는 기로 충만되어 있으며, '하나의 기가 모든 현상(許多造化)을 이룩한다. 인간을 포함한 만물이 모두 이 하나의 기로써 이루어진다는 것이다. 현상 세계(萬象)야 말로 하나의 기가 수만 가지로 나뉜 상태'(氣一分殊)라 한다. 하나의 기가 수많은 종류의 사물을 이루게 되는 것은 기의 승강(升降)·비양(飛攘)·감우(感遇)·응취(凝聚)하는 성질 때문이다. 
하나의 기가 이러한 성질로 작용함으로써 대소(大小)·정편(正偏)·강유(剛柔)·청탁(淸濁)한 이른바 천차만별의 사물을 이룬다고 한다. 그의 기의 작용을 '기의 성정(性情)'이라 부르면서, 그것을 또 자연이연(自然而然)한 것으로 본다. 사람들은 기 이외에 따로이라는 것이 있는 듯이 생각하지만 그렇지 않다고 한다. 도(道)라든가 이는 바로 기의 자연함(此自然處) 이 외의 것이 아니라고 한다. 그는 이를 기의 '작용(作用)'의 질서를 보는 것이다. 이를 별개의 실재로 인정하지 않기 때문에, 그는 '기를 가리켜 이'라 하더라도 무방하다고 한다. 여기서 그의 유기론이 선명하게 드러난다. 주리론(主理論)에 의하면 악(惡)의 현상은 기 때문이며 선(善)의 현상은 이 때문이다. 선한 본성의 본구(本具)를 믿으며, 그 본성이 또한 선의 이라고 주장하는 것이 주리설이다. 그러나 그에 의하면 그렇지 않다. 인성(人性)의 선 역시 기 또는 기질(氣質)의 선 때문이며 성(性) 자체가 기질을 고려 않고서는 생각될 수 없다는 것이다. 오로지 기의 청탁(淸濁)·편전(偏全)이 인간의 현우(賢愚)를 결정지을 뿐 아니라 선악의 행위를 가져온다는 것이다. 임성주의 유기론(唯氣論)이라 할 수 있는 주기설은 우주관으로부터 심성관에 이르기까지 일관되고 있다. 조선 후기 성리학의 6대가 중 한 명으로 불린다. 
그러나 이러한 임성주의 사상에 대하여 극력 반대하고 또 혹평한 사람은 오희상(吳熙常) 이었다.